# Cortes y Graena
Cortes y Graena település Spanyolországban, Granada tartományban. Cortes y Graena La Peza, Darro, Purullena, Marchal, Beas de Guadix, Polícar és Lugros községekkel határos. Lakosainak száma 966 fő (2024).

## Népesség
A település népessége az elmúlt években az alábbi módon változott:
| Lakosok száma | 1019 | 1091 | 1083 | 1037 | 1071 | 1023 | 1020 | 996  | 990  | 966  |
|               | 2001 | 2004 | 2006 | 2009 | 2011 | 2014 | 2016 | 2019 | 2021 | 2024 |